# Cyclopodia inflatipes
Cyclopodia inflatipes är en tvåvingeart som beskrevs av Speiser 1900. Cyclopodia inflatipes ingår i släktet Cyclopodia och familjen lusflugor. Inga underarter finns listade i Catalogue of Life.